# Feldkirchen-Westerham
Feldkirchen-Westerham település Németországban, azon belül Bajorországban. Lakosainak száma 11 138 fő (2023. december 31.). Feldkirchen-Westerham Aying, Glonn, Bruckmühl és Valley községekkel határos.

## Népesség
A település népessége az elmúlt években az alábbi módon változott:
| Lakosok száma | 5010 | 5981 | 10 254 | 10 387 | 10 501 | 10 710 | 10 770 | 10 890 | 11 190 | 11 138 |
|               | 1970 | 1975 | 2011   | 2012   | 2014   | 2015   | 2017   | 2019   | 2022   | 2023   |